# Rally d'Australia 2011
Il Rally d'Australia 2011 è stata la decima prova del Campionato mondiale di rally 2011. Questa competizione si è disputata dall'8 settembre e, suddivisa in tre frazioni, è terminata l'11 dello stesso mese; il luogo di partenza è stato la città di Coffs Harbour, nel Nuovo Galles del Sud, uno stato dell'Australia. Questo rally è stato inoltre la quinta di sette prove del campionato mondiale rally produzione, P-WRC. Il fuso orario del luogo è l'UTC+10.
Il rally d'Australia è ritornato nel calendario del WRC dopo un anno di pausa, e dopo i guasti avvenuti durante l'edizione 2009 del rally che si disputava diversi chilometri a nord di Coffs Harbour. Le preoccupazioni che sussistevano per l'evento hanno fatto sì che il rally fosse spostato per il prossimo futuro a Coffs Harbour.
Il finlandese Mikko Hirvonen del Ford World Rally Team ha conquistato la sua terza vittoria consecutiva al rally d'Australia, dopo che il suo compagno di squadra e connazionale Jari-Matti Latvala ha rallentato tatticamente durante la penultima speciale, allo scopo di facilitare il rientro di Hirvonen in classifica generale piloti. I piloti Ford sono saliti ai primi posti dopo che Sébastien Loeb e Sébastien Ogier si sono dovuti ritirare nella seconda frazione ed in seguito sono rientrati in corsa, con un cospicuo ritardo seguendo la regolamentazione SupeRally. Loeb ha parzialmente sanato il brutto piazzamento, il decimo posto, con la vittoria della Power Stage che gli ha fatto guadagnare quattro punti preziosi nei confronti del suo compagno di team che ha chiuso undicesimo.
Petter Solberg ha finito il rally al terzo posto dietro la coppia Ford, con un ritardo di 44.8 secondi dal vincitore, ma ha mantenuto un vantaggio di ben sette minuti sul suo immediato inseguitore Matthew Wilson, alla guida di una Ford Fiesta RS WRC, che ha stabilito il suo miglior risultato in un rally dopo quello del Giappone nel 2007. Khalid Al Qassimi ha raggiunto la quinta posizione, suo miglior risultato di sempre, davanti ad un quartetto di avversari del PWRC. Hayden Paddon è stato il migliore del rally produzione e ha portato a casa il massimo del punteggio, terminando sesto il classifica generale ed aggiudicandosi la sua quarta vittoria consecutiva nel PWRC ed il titolo piloti, dato che Martin Semerád, che ha deciso di non partecipare al rally, potrebbe matematicamente solo eguagliare Paddon nel punteggio generale, ma avrebbe una vittoria in meno. Michał Kościuszko, Oleksandr Saliuk Jr. e Benito Guerra hanno guadagnato punti mondiali terminando tra i primi dieci; l'italiano Gianluca Linari, a bordo della sua Subaru Impreza, ha chiuso al sedicesimo posto in generale ma sesto nel mondiale produzione portando a casa otto punti.
Il team di Kimi Räikkönen, ICE 1 Racing, viene squalificato dalla federazione perché il pilota finlandese non si è presentato al rally nonostante avesse messo precedentemente nel suo programma la competizione; inoltre è obbligatorio partecipare ad almeno due rally extraeuropei e Raikkonen fino a questo momento ha corso solamente il rally di Giordania, quando non rimane nessuna altra gara al di fuori dell'Europa.

## Resoconto WRC
La prima delle tre frazioni del rally d'Australia 2011 si divide in due giornate, l'8 ed il 9 settembre; le prime due speciali vengono disputate in notturna e i piloti francesi del Citroën World Rally Team se le aggiudicano in sequenza, guadagnando solo una manciata di secondi sugli immediati avversari, data la brevità delle prove. La terza prova si svolge la mattina seguente e il campione in carica Loeb rifila subito dei distacchi consistenti a Latvala e Novikov, tra i piloti di rilievo, e si issa al comando della generale; la speciale seguente, della lunghezza di 12 km, è caratterizzata dalla pioggia e un errore di traiettoria di Sébastien Loeb fa finire la sua vettura contro il terrapieno all'interno di una curva e causa un cappottamento multiplo della sua Citroën. Il francese è impossibilitato a ripartire e per le sei successive speciali resta fermo ed accusa la penalità di cinque minuti per ognuna, fino alla fine della prima frazione; la stessa sorte è quella di Ken Block, anch'egli autore di un incidente. Dopo la quarta prova è dunque Ogier a prendere la testa della classifica e anche nella speciale seguente non commette errori terminando a ridosso di Latvala, che fa segnare il miglior tempo; la quinta prova speciale risulta fatale per Sébastien Ogier, che spreca l'occasione di recuperare punti sul compagno di squadra, a causa di un brutto urto contro un albero che non gli permette di continuare se non per alcune centinaia di metri. Con l'uscita di scena dei due francesi salta al comando la coppia finlandese, comandata da Mikko Hirvonen; la prova successiva viene vinta proprio dal leader e causa i ritiri di Novikov, Oliveira e van Merksteijn, tutti ben posizionati in classifica provvisoria. Il pilota più giovane del Team Ford, Latvala, guadagna alcuni secondi nell'ottava e nona speciale, dunque termina la prima frazione del rally d'Australia a 7.0 secondi di ritardo.
La prima prova della seconda frazione, Welshes 1, regala la leadership a Latvala che recupera dieci secondi sul suo compagno di squadra; in seguito incrementa il suo vantaggio, anche se non di moltissimo, vincendo le tre speciali successive. Nella prova speciale numero quindici tornano ad occupare le posizioni di testa i piloti Citroën, anche se Ogier e Loeb in classifica accusano rispettivamente venti e trenta minuti di ritardo; in questo tratto del rally Henning Solberg è autore di un'uscita di strada che non gli permette più di continuare a gareggiare in questa seconda frazione. Il vantaggio di Latvala su Hirvonen resta grosso modo invariato fino alla fine della ventesima speciale, quando risulta essere pari a 22.7 secondi; grazie alle vittorie negli ultimi sei tratti di gara, i piloti Citroën recuperano diverse posizioni nei confronti degli avversari più lenti del mondiale produzione, con Ogier quattordicesimo e Loeb diciottesimo.
L'ultima frazione ha in programma solamente sei speciali, la prima di questa viene vinta da Hirvonen che assottiglia il suo ritardo dalla vetta, dopo la prova numero ventidue Ogier entra nei primi dieci, assicurandosi virtualmente un punto mondiale, mentre il russo Novikov è costretto al ritiro dopo un incidente che riduce la sua vettura in pessime condizioni. La ventitreesima speciale vede come protagonista Henning Solberg che dopo aver cappottato la sua vettura, cerca l'aiuto di persone del posto che riescono a rimettere in strada la sua Ford Fiesta, anche se il norvegese naviga in quindicesima posizione. A tre prove dalla fine del rally, Ogier sale in nona posizione sorpassando il messicano Guerra, mentre Hirvonen vince ancora e arriva a tredici secondi di ritardo dal suo connazionale. La penultima speciale, se viene considerata anche la power stage, è Plum Pudding 2 della lunghezza di 30 km, qui un'ottima prova di Hirvonen associata ad un tattico rallentamento di Latvala, permettono al più esperto pilota Ford di salire in testa alla classifica del rally e di andare agevolmente a vincerlo dato che restano solo i 4.58 km conclusivi; sempre in questa prova Ogier viene però informato dal team di rallentare e grazie a questo fa salire in decima posizione il compagno Sébastien Loeb che conquista un punto iridato. La Power Stage che conclude il rally viene vinta dal campione mondiale che si impone davanti a Latvala e a Petter Solberg; il vantaggio in termini di punti che ha Loeb su Hirvonen è ora solo di quindici lunghezze, quando mancano tre rally alla fine del mondiale.

## Risultati

### Classifica
| Pos       | Pilota               | Co-pilota          | Auto                           | Tempo     | Distacco | Punti |
| --------- | -------------------- | ------------------ | ------------------------------ | --------- | -------- | ----- |
| 1.        | Mikko Hirvonen       | Jarmo Lehtinen     | Ford Fiesta RS WRC             | 3:35:59.0 | 0.0      | 25    |
| 2.        | Jari-Matti Latvala   | Miikka Anttila     | Ford Fiesta RS WRC             | 3:36:13.7 | 14.7     | 20    |
| 3.        | Petter Solberg       | Chris Patterson    | Citroën DS3 WRC                | 3:36:43.8 | 44.8     | 16    |
| 4.        | Matthew Wilson       | Scott Martin       | Ford Fiesta RS WRC             | 3:44:44.2 | 8:45.2   | 12    |
| 5.        | Khalid Al Qassimi    | Michael Orr        | Ford Fiesta RS WRC             | 3:48:32.3 | 12:33.3  | 10    |
| 6.        | Hayden Paddon        | John Kennard       | Subaru Impreza WRX STI         | 3:53:28.3 | 17:29.3  | 8     |
| 7.        | Michał Kościuszko    | Maciej Szczepaniak | Mitsubishi Lancer Evolution X  | 3:55:00.3 | 19:01.3  | 6     |
| 8.        | Oleksandr Saliuk Jr. | Pavlo Cherepin     | Mitsubishi Lancer Evolution IX | 3:57:07.5 | 21:08.5  | 4     |
| 9.        | Benito Guerra        | Borja Rozada       | Mitsubishi Lancer Evolution X  | 3:58:47.9 | 22:48.9  | 2     |
| 10.       | Sébastien Loeb       | Daniel Elena       | Citroën DS3 WRC                | 4:06:01.9 | 30:02.9  | 4     |
| PWRC      |                      |                    |                                |           |          |       |
| 1. (6.)   | Hayden Paddon        | John Kennard       | Subaru Impreza WRX STI         | 3:53:28.3 | 0.0      | 25    |
| 2. (7.)   | Michał Kościuszko    | Maciej Szczepaniak | Mitsubishi Lancer Evolution X  | 3:55:00.3 | 1:32.0   | 18    |
| 3. (8.)   | Oleksandr Saliuk Jr. | Pavlo Cherepin     | Mitsubishi Lancer Evolution IX | 3:57:07.5 | 3:39.2   | 15    |
| 4. (9.)   | Benito Guerra        | Borja Rozada       | Mitsubishi Lancer Evolution X  | 3:58:47.9 | 5:19.6   | 12    |
| 5. (12.)  | Valeriy Gorban       | Andrey Nikolayev   | Mitsubishi Lancer Evolution IX | 4:06:21.1 | 12:52.8  | 10    |
| 6. (16.)  | Gianluca Linari      | Nicola Arena       | Subaru Impreza WRX STI         | 4:14:49.2 | 21:20.9  | 8     |
| 7. (17.)  | Brendan Reeves       | Rhianon Smyth      | Subaru Impreza WRX STI         | 4:17:19.2 | 23:50.9  | 6     |
| 8. (18.)  | Nathan Quinn         | David Green        | Mitsubishi Lancer Evolution IX | 4:17:53.6 | 24:25.3  | 4     |
| 9. (20.)  | Harry Hunt           | Robbie Durant      | Citroën DS3 R3                 | 4:25:40.9 | 32:12.6  | 2     |
| 10. (21.) | Bader Al Jabri       | Stephen McAuley    | Subaru Impreza WRX STI         | 4:29:41.2 | 36:12.9  | 1     |

### Prove speciali
| Giorno                     | Prova | Ora   | Nome                     | Lunghezza | Vincitore          | Tempo   | V. media    | Leader del rally   |
| -------------------------- | ----- | ----- | ------------------------ | --------- | ------------------ | ------- | ----------- | ------------------ |
| Frazione 1 (8–9 settembre) | PS1   | 19:15 | Coffs 1                  | 3.77 km   | Sébastien Ogier    | 2:46.1  | 81.71 km/h  | Sébastien Ogier    |
| Frazione 1 (8–9 settembre) | PS2   | 19:30 | Coffs 2                  | 3.77 km   | Sébastien Loeb     | 2:41.1  | 84.24 km/h  | Sébastien Ogier    |
| Frazione 1 (8–9 settembre) | PS3   | 10:03 | Shipmans 1               | 29.03 km  | Sébastien Loeb     | 15:17.0 | 113.96 km/h | Sébastien Loeb     |
| Frazione 1 (8–9 settembre) | PS4   | 10:58 | Brooklana 1              | 12.78 km  | Petter Solberg     | 10:01.9 | 76.43 km/h  | Sébastien Ogier    |
| Frazione 1 (8–9 settembre) | PS5   | 11:29 | Ulong 1                  | 12.45 km  | Jari-Matti Latvala | 6:37.9  | 112.64 km/h | Sébastien Ogier    |
| Frazione 1 (8–9 settembre) | PS6   | 14:42 | Shipmans 2               | 29.03 km  | Jari-Matti Latvala | 16:15.2 | 107.16 km/h | Mikko Hirvonen     |
| Frazione 1 (8–9 settembre) | PS7   | 15:37 | Brooklana 2              | 12.78 km  | Mikko Hirvonen     | 10:23.1 | 73.84 km/h  | Mikko Hirvonen     |
| Frazione 1 (8–9 settembre) | PS8   | 16:08 | Ulong 2                  | 12.45 km  | Jari-Matti Latvala | 6:55.1  | 107.97 km/h | Mikko Hirvonen     |
| Frazione 1 (8–9 settembre) | PS9   | 18:30 | Coffs 3                  | 3.77 km   | Jari-Matti Latvala | 2:51.0  | 79.37 km/h  | Mikko Hirvonen     |
| Frazione 1 (8–9 settembre) | PS10  | 18:45 | Coffs 4                  | 3.77 km   | Mikko Hirvonen     | 2:49.9  | 79.88 km/h  | Mikko Hirvonen     |
| Frazione 2 (10 settembre)  | PS11  | 8:33  | Welshes 1                | 21.10 km  | Jari-Matti Latvala | 12:10.2 | 104.02 km/h | Jari-Matti Latvala |
| Frazione 2 (10 settembre)  | PS12  | 9:21  | Grace 1                  | 19.77 km  | Jari-Matti Latvala | 11:10.9 | 106.08 km/h | Jari-Matti Latvala |
| Frazione 2 (10 settembre)  | PS13  | 10:14 | Valla 1                  | 14.84 km  | Jari-Matti Latvala | 8:56.2  | 99.63 km/h  | Jari-Matti Latvala |
| Frazione 2 (10 settembre)  | PS14  | 10:54 | Urunga 1                 | 13.79 km  | Jari-Matti Latvala | 8:41.8  | 95.14 km/h  | Jari-Matti Latvala |
| Frazione 2 (10 settembre)  | PS15  | 14:02 | Welshes 2                | 21.10 km  | Sébastien Ogier    | 11:55.2 | 106.21 km/h | Jari-Matti Latvala |
| Frazione 2 (10 settembre)  | PS16  | 14:50 | Grace 2                  | 19.77 km  | Sébastien Ogier    | 10:56.0 | 108.49 km/h | Jari-Matti Latvala |
| Frazione 2 (10 settembre)  | PS17  | 15:43 | Valla 2                  | 14.84 km  | Sébastien Ogier    | 8:39.7  | 102.80 km/h | Jari-Matti Latvala |
| Frazione 2 (10 settembre)  | PS18  | 16:23 | Urunga 2                 | 13.79 km  | Sébastien Loeb     | 8:28.8  | 97.57 km/h  | Jari-Matti Latvala |
| Frazione 2 (10 settembre)  | PS19  | 18:30 | Coffs 5                  | 3.77 km   | Sébastien Loeb     | 2:34.9  | 87.62 km/h  | Jari-Matti Latvala |
| Frazione 2 (10 settembre)  | PS20  | 18:45 | Coffs 6                  | 3.77 km   | Sébastien Ogier    | 2:33.8  | 88.24 km/h  | Jari-Matti Latvala |
| Frazione 3 (11 settembre)  | PS21  | 6:56  | Bucca 1                  | 14.83 km  | Mikko Hirvonen     | 7:18.3  | 121.80 km/h | Jari-Matti Latvala |
| Frazione 3 (11 settembre)  | PS22  | 8:19  | Plum Pudding 1           | 30.00 km  | Jari-Matti Latvala | 16:26.3 | 109.50 km/h | Jari-Matti Latvala |
| Frazione 3 (11 settembre)  | PS23  | 9:32  | Clarence 1               | 4.58 km   | Sébastien Loeb     | 2:22.8  | 115.46 km/h | Jari-Matti Latvala |
| Frazione 3 (11 settembre)  | PS24  | 12:03 | Bucca 2                  | 14.83 km  | Mikko Hirvonen     | 7:10.6  | 123.98 km/h | Jari-Matti Latvala |
| Frazione 3 (11 settembre)  | PS25  | 13:26 | Plum Pudding 2           | 30.00 km  | Mikko Hirvonen     | 16:07.8 | 111.59 km/h | Mikko Hirvonen     |
| Frazione 3 (11 settembre)  | SS26  | 15:30 | Clarence 2 (Power stage) | 4.58 km   | Sébastien Loeb     | 2:18.1  | 119.39 km/h | Mikko Hirvonen     |

### Power Stage
La "Power stage" è una prova in diretta televisiva della lunghezza di 4.58 km, che si è disputata alla fine del rally a Clarence, nel Nuovo Galles del Sud.
| Pos | Pilota             | Tempo  | Distacco | V. media    | Punti |
| --- | ------------------ | ------ | -------- | ----------- | ----- |
| 1   | Sébastien Loeb     | 2:18.1 | 0.0      | 119.39 km/h | 3     |
| 2   | Jari-Matti Latvala | 2:19.3 | 1.2      | 118.36 km/h | 2     |
| 3   | Petter Solberg     | 2:19.4 | 1.3      | 118.28 km/h | 1     |

## Classifiche Mondiali

### Piloti
| Pos | Pilota                   | Punti |
| --- | ------------------------ | ----- |
| 1   | Sébastien Loeb           | 196   |
| 2   | Mikko Hirvonen           | 181   |
| 3   | Sébastien Ogier          | 167   |
| 4   | Jari-Matti Latvala       | 116   |
| 5   | Petter Solberg           | 110   |
| 6   | Mads Østberg             | 56    |
| 7   | Matthew Wilson           | 52    |
| 8   | Kimi Räikkönen           | 34    |
| 9   | Henning Solberg          | 32    |
| 10  | Dani Sordo               | 23    |
| 11  | Federico Villagra        | 20    |
| 12  | Khalid Al Qassimi        | 15    |
| 13  | Juho Hänninen            | 13    |
| 14  | Hayden Paddon            | 10    |
| 15  | Martin Prokop            | 7     |
| 16  | Ott Tänak                | 7     |
| 17  | Per-Gunnar Andersson     | 6     |
| 18  | Michał Kościuszko        | 6     |
| 19  | Dennis Kuipers           | 5     |
| 20  | Armindo Araújo           | 4     |
| 21  | Oleksandr Saliuk Jr.     | 4     |
| 22  | Peter Van Merksteijn Jr. | 2     |
| 23  | Benito Guerra            | 2     |
| 24  | Bernardo Sousa           | 1     |
| 25  | Patrik Flodin            | 1     |

### Costruttori
| Pos | Team                                  | Punti |
| --- | ------------------------------------- | ----- |
| 1   | Citroën Total World Rally Team        | 347   |
| 2   | Ford Abu Dhabi World Rally Team       | 285   |
| 3   | M-Sport Stobart Ford World Rally Team | 117   |
| 4   | Petter Solberg World Rally Team       | 98    |
| 5   | Munchi's Ford World Rally Team        | 32    |
| 6   | Team Abu Dhabi                        | 30    |
| 7   | FERM Power Tools World Rally Team     | 22    |
| 8   | Van Merksteijn Motorsport             | 12    |
| 9   | Monster World Rally Team              | 11    |
| 10  | Brazil World Rally Team               | 1     |
|     | ICE 1 Racing                          | SQ    |

### Piloti P-WRC
| Pos | Pilota               | Punti |
| --- | -------------------- | ----- |
| 1   | Hayden Paddon        | 100   |
| 2   | Martin Semerád       | 50    |
| 3   | Valeriy Gorban       | 38    |
| 4   | Michał Kościuszko    | 35    |
| 5   | Patrik Flodin        | 34    |
| 6   | Benito Guerra        | 32    |
| 7   | Jukka Ketomäki       | 30    |
| 8   | Oleksandr Saliuk Jr. | 29    |
| 9   | Nicolàs Fuchs        | 27    |
| 10  | Dmitry Tagirov       | 25    |
| 11  | Gianluca Linari      | 22    |
| 12  | Jarkko Nikara        | 18    |
| 13  | Majed Al Shamsi      | 8     |
| 14  | Mikko Pajunen        | 8     |
| 15  | Ezequiel Campos      | 6     |
| 16  | Brendan Reeves       | 6     |
| 17  | Oleksiy Kikireshko   | 4     |
| 18  | Nathan Quinn         | 4     |
| 19  | Bader Al Jabri       | 3     |
| 20  | Harry Hunt           | 2     |